# Roentgen (álbum)
El primer álbum en solitario de HYDE (músico, actor y productor japonés), ROENTGEN, brinda honor al científico alemán inventor del aparato de rayos X, Wilhelm Röntgen, que, tal y como se ve en la portada del álbum, es una radiografía cerebral. HYDE resalta de este trabajo que es una radiografía de sí mismo, por lo que pensó en el nombre. 
Es un trabajo enteramente producido por él y bajo su propio sello (HAUNTED RECORDS), además de contar con la colaboración de un equipo británico al mando de Ian Curnow y Dave Ford. La grabación se realizó en Inglaterra, ya que tiempo después saldría la versión en inglés del mismo. 
Lo componen tres singles (evergreen, Angel's tale y SHALLOW SLEEP) y de entre las siete restantes, A DROP OF COLOUR era la canción imagen de Kewaishi y THE CAPE OF STORMS está incluida en la banda sonora de la película Last Quarter, donde HYDE interpretó un papel. Para hacer esta canción se basó en la ópera de Wagner El Holadés Errante.
Ha sido lanzado en tres ediciones: 
- ROENTGEN: Versión regular japonesa. Contiene 10 canciones (27 de marzo de 2002)
- ROENTGEN english version: Versión asiática. Contiene 10 tracks en inglés (10 de julio de 2002)
- ROENTGEN.english: Versión internacional. Contiene 10 canciones en inglés más las 3 b-sides de los sencillos. La edición limitada del mismo traía un DVD con el videoclip de THE CAPE OF STORMS y una pista adicional con un acústico y una versión a piano de la misma canción (14 de octubre de 2004)

## Lista de canciones
| #   | Título                                            |
| --- | ------------------------------------------------- |
| 1.  | UNEXPECTED                                        |
| 2.  | WHITE SONG                                        |
| 3.  | EVERGREEN                                         |
| 4.  | OASIS                                             |
| 5.  | A DROP OF COLOUR                                  |
| 6.  | SHALLOW SLEEP                                     |
| 7.  | NEW DAYS DAWN                                     |
| 8.  | ANGEL'S TALE                                      |
| 9.  | THE CAPE OF STORMS                                |
| 10. | SECRET LETTERS                                    |
| 11. | EVERGREEN（ENGLISH ENSEMBLE) ROENTGEN.english     |
| 12. | ANGEL'S TALE（ENGLISH ENSEMBLE）ROENTGEN.english  |
| 13. | SHALLOW SLEEP（ENGLISH ENSEMBLE）ROENTGEN.english |

## DVD
| #  | Título                                                  |
| -- | ------------------------------------------------------- |
| 1. | THE CAPE OF STORMS（Video Clip） ROENTGEN.english       |
| 2. | THE CAPE OF STORMS（Last Quarter Mix） ROENTGEN.english |

## Vídeos promocionales
- HYDE - evergreen
- HYDE - Angel's tale
- HYDE - SHALLOW SLEEP
- HYDE - THE CAPE OF STORMS
- HYDE - Making Of ROENTGEN

- Datos: Q4387849